# Huỳnh Cao Nhất
Huỳnh Cao Nhất (sinh ngày 29 tháng 11 năm 1970) là một chính trị gia người Việt Nam. Ông hiện là đại biểu Quốc hội Việt Nam khóa XIV nhiệm kì 2016-2021, thuộc đoàn đại biểu quốc hội tỉnh Bình Định, Quyền Giám đốc Sở Du lịch tỉnh Bình Định, Ủy viên Ủy ban Văn hóa, Giáo dục, Thanh niên, Thiếu niên và Nhi đồng của Quốc hội. Ông lần đầu trúng cử đại biểu Quốc hội năm 2016 ở đơn vị bầu cử số 3, tỉnh Bình Định gồm có thị xã Hoài Nhơn và 2 huyện Hoài Ân, An Lão.

## Xuất thân
Huỳnh Cao Nhất sinh ngày 29 tháng 11 năm 1970 quê quán ở xã Phước Hòa, huyện Tuy Phước, tỉnh Bình Định. 
Ông hiện cư trú ở tổ 46B, Khu vực 5, phường Quang Trung, thành phố Quy Nhơn, tỉnh Bình Định.

## Giáo dục
- Giáo dục phổ thông: 12/12
- Đại học Sư phạm chuyên ngành Ngữ văn
- Cao cấp lí luận chính trị

## Sự nghiệp
Ông gia nhập Đảng Cộng sản Việt Nam vào ngày 29/4/1995.
Khi lần đầu ứng cử đại biểu Quốc hội Việt Nam khóa XIV vào tháng 5 năm 2016 ông đang là Phó Bí thư chi bộ cơ quan, Phó Chủ tịch Ủy
ban Mặt trận Tổ quốc Việt Nam tỉnh Bình Định, làm việc ở Ủy ban Mặt trận Tổ quốc Việt Nam tỉnh Bình Định.
Ông đã trúng cử đại biểu Quốc hội năm 2016 ở đơn vị bầu cử số 3, tỉnh Bình Định gồm có thị xã Hoài Nhơn và 2 huyện Hoài Ân, An Lão, được 174.907 phiếu, đạt tỷ lệ 67,71% số phiếu hợp lệ.
Ông nguyên là Phó Chủ tịch Ủy ban Mặt trận Tổ quốc Việt Nam tỉnh Bình Định, Ủy viên Ủy ban Văn hóa, Giáo dục, Thanh niên, Thiếu niên và Nhi đồng của Quốc hội.
Ông là Phó Giám đốc Sở Du lịch tỉnh Bình Định tỉnh Bình Định, Ủy viên Ủy ban Văn hóa, Giáo dục, Thanh niên, Thiếu niên và Nhi đồng của Quốc hội.
Ông đang làm việc ở Sở Du lịch tỉnh Bình Định.
1/9/2021 ông là Quyền Giám đốc Sở Du lịch tỉnh Bình Định thay cho ông Nguyễn Văn Dũng Giám đốc Sở bị kỉ luật điều chuyển công tác